# Krzysztof Poliński
Krzysztof Poliński, pseud. Polo (ur. 3 marca 1964 w Warszawie) – polski perkusista, muzyk sesyjny, aranżer. Jego bogaty dorobek artystyczny obejmuje projekty jazzowe, bluesowe i hardrockowe, z wyraźnym naciskiem na muzykę rockową.
W styczniu 2017 muzyk został wyróżniony przez prestiżowy Magazyn Perkusista jako jeden z najważniejszych polskich bębniarzy wszech czasów.

## Kariera zawodowa
W 1989 Krzysztof Poliński ukończył Państwową Szkołę Muzyczną II stopnia im. Józefa Elsnera w Warszawie w klasie perkusji pod kierownictwem profesora Jerzego Woźniaka.
Swoją działalność muzyczną rozpoczął pod koniec lat 80. XX w. współtworząc jazzowe grupy Blue Trane oraz Set Off. Z grupą Blue Trane zajął II miejsce na festiwalu Jazz Juniors w Krakowie i III we francuskiej Dunkierce. W latach 1988–1990, był członkiem formacji Holloee Poloy, wraz z którą nagrał swój debiut fonograficzny zatytułowany The Big Beat (1990) zarejestrowała polska wokalistka rockowa Edyta Bartosiewicz. W zespole tej właśnie artystki, przez kolejnych dziesięć lat, Krzysztof Poliński nagrał płyty Love (1992) (utwory 1–3;6;7;10), Sen (1994), Szok’n’Show (1995), Dziecko (1997), Wodospady (1998), Dziś są moje urodziny (1999), a także koncertował w kraju i za granicą. We wrześniu 1997 liczba sprzedanych egzemplarzy płyty Dziecko osiągnęła 200 000 sztuk, co przyniosło całemu zespołowi Platynową Płytę.
W 2000 Poliński rozpoczął trwającą do dziś współpracę z polską wokalistką Urszulą, która zaowocowała płytami Udar (2001), The Best (2002), Dziś już wiem (2010), Eony snu (2013), Wielki odlot 2 – Najlepsze 80-te (2014), Biała droga Live – Woodstock Festival Poland 2015 (2015) i Biała droga Live (2016), a także licznymi koncertami w Polsce i poza granicami kraju.
W lutym 2017 ukazał się album Urszula z kwartetem smyczkowym – Złote przeboje akustycznie prezentujący utwory zarejestrowane 20 listopada 2016 w Pałacu Młodzieży w Katowicach podczas jesiennej trasy koncertowej. W trakcie koncertu, jak i całej trasy, wokalistce i zespołowi towarzyszył kwartet smyczkowy Orkiestry Kameralnej miasta Tychy Aukso.
W latach 2007–2013, muzyk był także członkiem polskiego zespołu rockowego Vino. W 2007 grupa uplasowała się na piątym miejscu w plebiscycie na reprezentanta Polski w Konkursie Eurowizji z utworem „Come In My Heart”. W tym samym roku muzycy zakwalifikowali się także do drugiego etapu Festiwalu Vena z utworem „Rolling Sun”. W 2012, Vino zagrali kilka koncertów w ramach Jack Daniels Rocks (m.in. w warszawskim barze La Playa), a także jako jeden z 9 zespołów wybranych w plebiscycie na Facebook zagrali w warszawskim Hard Rock Cafe w ramach krajowych kwalifikacji do globalnej bitwy zespołów Hard Rock Rising, której zwieńczeniem jest festiwal muzyczny Hard Rock Calling w londyńskim Hyde Park.
Krzysztof Poliński brał również udział w wielu innych projektach, których rezultatem stały się m.in. płyta Bananowe drzewa (1996) rockowego zespołu Róże Europy, Nie znasz mnie (2005) wokalistki Eweliny Flinty, The Triptic (2007) hardrockowej grupy Sweet Noise, a także Goodbye (2008) duetu Anita Lipnicka i John Porter. Poliński pojawił się także na płycie Kolory (1996) zespołu Firebirds, Zapamiętaj (2009) zespołu Bracia, pracował także z Ireną Jarocką i epizodycznie z Oddziałem Zamkniętym.
Owocem współpracy z Eweliną Flintą, Anitą Lipnicką i Johnem Porterem, oprócz nagranych albumów, były również wspólne trasy koncertowe.
Od 2016 jest członkiem zespołu Dylan.pl (razem z Filipem Łobodzińskim, Jackiem Wąsowskim, Markiem Wojtczakiem i Tomaszem Hernikiem) wspólnie z którym zaaranżował 29 utworów legendarnego amerykańskiego muzyka Boba Dylana. Rezultatem tego projektu jest dwupłytowy album Niepotrzebna pogodynka, żeby znać kierunek wiatru (2017), którego głównym wydawcą jest Agora.
W dorobku Krzysztofa Polińskiego znajduje się również udział w muzycznym spektaklu „Jeździec burzy” wystawianym nieprzerwanie od 2000 na deskach warszawskiego Teatru Rampa. W spektaklu, który opowiada historię legendarnego amerykańskiego wokalisty i poety Jima Morrisona i rockowego zespołu The Doors, muzyk wciela się w rolę perkusisty Johna Densmore’a, grając ponadczasowe przeboje zespołu na żywo podczas całego spektaklu.
Ponadto we współpracy z polskim kompozytorem Krzesimirem Dębskim, Krzysztof Poliński brał udział w nagraniach muzyki do serialu Ranczo (2006–2016), a także produkcji filmowych Magiczne drzewo (2008), 1920 Bitwa warszawska (2011) i Sztos 2 (2011).
W ramach swojej działalności zawodowej i artystycznej, muzyk wielokrotnie uczestniczył w wielu imprezach charytatywnych, takich jak finały Wielkiej Orkiestry Świątecznej Pomocy czy koncert „Józefów dla Błażeja” w 2016.
Wraz z Włodzimierzem Wasążnikiem, Krzysztof Poliński był także pomysłodawcą, inicjatorem i uczestnikiem koncertu charytatywnego na rzecz polskiego alpinisty Pawła Kulinicza, który odbył się 18 stycznia 2009 w warszawskiej Fabryce Trzciny.

## Życie prywatne
Mąż Katarzyny. Ma dwie córki, Aleksandrę i Agatę.
Mieszkaniec podwarszawskiego Otwocka.

## Dyskografia i występy gościnne
- (1990) The Big Beat – Holloee Poloy
- (1992) Love – Edyta Bartosiewicz
- (1994) Sen – Edyta Bartosiewicz
- (1995) Szok’n’Show – Edyta Bartosiewicz
- (1996) Bananowe drzewa – Róże Europy
- (1996) Kolory – Firebirds
- (1997) Dziecko – Edyta Bartosiewicz
- (1998) Wodospady – Edyta Bartosiewicz
- (1999) Dziś są moje urodziny – Edyta Bartosiewicz
- (2001) Udar – Urszula
- (2002) The Best – Urszula
- (2005) Nie znasz mnie – Ewelina Flinta
- (2007) The Triptic – Sweet Noise
- (2008) Goodbye – Anita Lipnicka i John Porter
- (2009) Zapamiętaj – Bracia
- (2010) Dziś już wiem – Urszula
- (2013) Eony snu – Urszula
- (2014) Wielki odlot 2 – Najlepsze 80-te – Urszula
- (2015) Biała droga Live – Woodstock Festival Poland 2015 – Urszula
- (2016) Biała droga Live – Urszula
- (2017) Niepotrzebna pogodynka, żeby znać kierunek wiatru – Dylan.pl
- (2017) Urszula z kwartetem smyczkowym – Złote przeboje akustycznie – Urszula

## Filmografia
- (2006–2016) Ranczo
- (2008) Magiczne drzewo
- (2011) 1920 Bitwa warszawska
- (2011) Sztos 2